# Die Goldkinder

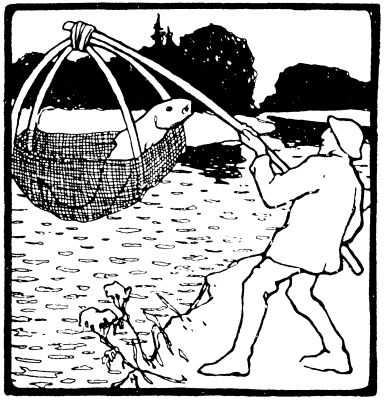
Die Goldkinder, Illustration von Otto Ubbelohde

Die Goldkinder ist ein Märchen (ATU 303). Es steht in den Kinder- und Hausmärchen der Brüder Grimm ab der 2. Auflage von 1819 an Stelle 85 (KHM 85), vorher als Goldkinder an Stelle 63.

## Inhalt
Ein armer Fischer fängt einen goldenen Fisch, der ihm für sein Leben ein Schloss mit guten Speisen gibt, solange er niemandem die Ursache verrät. Doch seine Frau lässt ihm keine Ruhe. Als er es ihr erzählt, ist alles verschwunden. Das Ganze wiederholt sich, als er den Fisch wieder fängt. Beim dritten Mal rät der Fisch ihm, ihn in sechs Stücke zu schneiden und je zwei seiner Frau und zwei seinem Pferd zu geben und zwei zu vergraben. Daraus werden zwei goldene Lilien, zwei goldene Fohlen und zwei goldene Söhne. Als sie groß sind, reiten sie in die Welt. Der eine kehrt heim, als Leute in einem Wirtshaus sie verspotten. Der andere durchreitet mit einem Bärenfell verkleidet glücklich einen Räuberwald. Er heiratet ein Mädchen. Dessen Vater will den Bärenhäuter töten. Als er ihn aber morgens im Bett sieht, ist er froh, es nicht getan zu haben. Auf einen Traum hin geht das Goldkind einen Hirsch jagen und findet eine Hexe, die ihn versteinert. Sein Bruder sieht es an der umgestürzten Lilie, kommt und zwingt ihn frei.

## Vergleiche
Der Anfang ist wie Von dem Fischer un syner Fru, der Rest wie Die zwei Brüder. Goldstücke unter dem Kopfkissen auch in Der Krautesel, Bärenhäuter in Der Bärenhäuter. Als Charakteristikum der Goldkinder fällt ihre Entschlossenheit auf („ich soll und muss“), vgl. Der goldene Vogel. Wichtigste Quelle der Goldkinder ist das ägyptische Märchen über Bata, das im Zweibrüdermärchen tradiert ist. Vgl. in Giambattista Basiles Pentameron IV,1 Der Stein des Gockels. Vgl. Das Dukaten-Angele in Ludwig Bechsteins Neues deutsches Märchenbuch.

## Parodie
Bei Janosch wünscht sich der Fischer ein festes Haus und genug zu essen, sie wünscht sich Goldkinder, die sind nachher froh, als der Zauber vorbei ist.

## Film
- Der dritte Prinz bzw. Treti Princ nach Karel Jaromír Erben, ČSSR 1982 mit Libuse Safránková als Prinzessin Milena und ihre Schwester, Pavel Trávnícek als Zwillingsbrüder und Nada Konvalinková – dieser Film greift wesentlich Handlungsmuster von dem Märchen Die Goldkinder auf. Das Märchen von Karel Jaromír Erben O dvou bratřích, nach dem dieser Film gedreht wurde, kann als Variante zu Die Goldkinder gelesen werden.